# Хайрулина, Кристина Александровна
Кристина Александровна Хайрулина (22 июля 1992) — российская футболистка и игрок в мини-футбол, полузащитница. Мастер спорта России.

## Биография
Большую часть карьеры выступала за красноярский «Енисей». Победительница (2014), неоднократный серебряный (2012, 2013, 2015, 2016) и бронзовый (2011) призёр первого дивизиона России. В 2017 году вместе со своим клубом вышла в высшую лигу, но сыграла там только 4 матча в начале сезона. Дебютный матч на высшем уровне провела 18 апреля 2017 года против «Россиянки», заменив на 91-й минуте Анну Диюн.
Бронзовый призёр чемпионата России по мини-футболу среди женских команд клубов высшей лиги сезона 2012—2013/ 2013—2014 г. В составе МФК Тюмень.
Серебряный призёр Первенства России по футболу среди женских команд 1девизиона финальный турнир сезона 2015\2016 г. Признана лучшим полузащитником турнира в составе ЖФК Енисей.(Крымск)
Бронзовый призёр Первенства России среди студенческих команд «Серебряная лига» в рамках общероссийского проекта Мини-футбол В ВУЗЫ май 2016 г.
Первое место Финала Всероссийских соревнований по футболу среди студенческих команд сезонов 2016 г. Признана лучшим нападающим турнира 2016 г.(Сочи)
В сезоне 2017/18 выступала в мини-футболе за клуб «Лагуна-УОР» (Пенза), стала серебряным призёром чемпионата России. Ранее играла в соревнованиях по мини-футболу за «Тюмень».
Училась в Институте физкультуры, спорта и туризма при Сибирском федеральном университете (Красноярск). В составе команды СФУ становилась победительницей и лучшим игроком всероссийских студенческих соревнований (2016), бронзовым призёром и лучшим нападающим (2014).
В 2018 году стала победительницей IV Европейских студенческих игр в Португалии.
По состоянию на 2019 год работала инструктором по физической культуре в детском саду г. Красноярска.
Летом 2021 года возобновила профессиональную карьеру, присоединившись к дебютанту высшей лиги России по большому футболу казанскому «Рубину», в котором провела вторую половину сезона 2021 года.
В сезоне 2020/2021 выступала за мини-футбольный клуб Красная Кама (Пермь) стала Чемпионом Перовского края по мини футболу среди женских команд высшего дивизиона конференции «Восток» в составе МФК Красная Кама сезона 2020—2021 г.
Обладатель кубка Пермского края по мини футболу среди женских команд в составе МФК Красная Кама сезона 2020—2021 г.
Бронзовый призёр кубка России конференции «Восток» в составе МФК Красная Кама сезона 2020—2021 г.